# いとこ婚
いとこ婚（いとここん、英: cousincest）は、いとこ同士の結婚のこと。
いとこ婚の扱いは国家や民族、文化圏、地域社会によって異なり、いとこ婚を近親婚の一種と見なして忌避したり法律で禁じる場合も、法的に認められ一般的に行われている場合もある。

世界のいとこの結婚に関する法律
結婚が可能としている地域
宗教や文化に依存して許可している地域^{1}
地域社会に認められた上であれば可能としている地域
特別な場合を除いていとことの結婚を禁止している地域
刑罰を設けてはいないが法律上は禁止している地域
性関係が場合によっては性犯罪となりうるとしている地域
データなし
----
^{1}インド、ヒンドゥー教を参照。

## 概要

婚姻数全体に占める6親等（はとこ）より近い近親との婚姻の割合（%）
<1
1–4
5–9
10–19
20–29
30–39
40–49
50+

日本では、4親等以上離れていれば直系でない限り親族同士の結婚も認められているため、いとこ婚が可能である。古いデータではあるが、後藤源太郎の著書『近親結婚と母系制』に世界各地におけるいとこ婚の比率が記載されており、1931年（昭和6年）の東京市で4.0%、1949年（昭和24年）の長崎市で5.24%となっていた。1914年 - 1919年のフランスで0.97%、1925年 - 1939年のイングランドで0.40%、1925年 - 1950年のアメリカ合衆国のボルチモアで0.05%となっており、欧米に比べれば高い。ただし、1955年 - 1957年のイスラエル全土で5.22%と、当時の他の地域と比べて、日本在住の人々のいとこ婚の比率が突出しているわけではない。なお、今日の日本では過去に比べいとこ婚の比率が減少したとされ、調査でいとこ婚の比率は全ての婚姻のうち1.6%だったという1983年の報告がある。
イスラーム文化圏では地域によって異なるが、サウジアラビアなどではいとこ同士の見合い婚が多い。血縁が濃いことを良しとする文化があること、女性が顔を隠す服装をしているため男性にとって恋愛対象になり得るのが顔を知っている従姉妹に限定されてしまうことといった事情がある。また、預言者ムハンマドの第7夫人ザイナブがムハンマドの従姉妹であることも、いとこ婚が推奨される背景になっている。クルアーン（コーラン）に記述された、婚姻が禁じられた近親者の一覧の中には、いとこは書かれていない。父方いとこ同士の結婚（ビント・アンム婚）は好ましいものとされており、特別な理由がない限り、女性が父方の従兄弟に当たる男性からの求婚を断ることができない、という慣習を持った地域も存在する。
ヨーロッパの王族、貴族の間では、いとこ婚が頻繁に行われている（関連項目の例を参照）。しかし本来は教会法に反する近親婚に当たるとされており、カトリックの場合には教会から特別に赦免をもらい、逆に離婚時にはこれを理由に用いて結婚を無効にする、といったことが行われていた。
他の文化圏の事情については近親婚も参照。

## 研究

### 遺伝的な障害との関係
肯定的見解
2002年（平成14年）4月に「Journal of Genetic Counseling」で発表された研究では、アメリカ合衆国で収集された情報によれば子供の遺伝的危険度は一般的な交配でも3%程度存在する。また、かつて日本の広島市と長崎市で調査された1965年（昭和40年）発表のデータによれば、広島市が通常の児童期における致死率6.4%がいとこ交配で9.2%になり、長崎市で通常の児童期における致死率7.7%がいとこ交配で8.7%になっていたなどの調査結果が存在している。それらの研究を総合すると、いとこ同士が交配したところで子供の遺伝的な危険性は通常の婚姻の場合の遺伝的危険度に1.7 - 2.8%加わる程度に過ぎないと推定された。このリスクは40歳以上の高齢の女性の出産と同程度である。
否定的見解
BBCの報道によれば、イギリスに住むパキスタン人は55%がいとこと結婚している。いとこ婚する者の両親やその祖父母やその祖先もいとこ婚の結果である場合は、遺伝的には兄弟姉妹間の結婚に近い場合もある。このため遺伝子障害の発生率が一般住民の13倍もの高率であり、バーミンガムではいとこ婚のパキスタン系住民の子供の10人に1人は幼年期に死に、あるいは重大な障害を起こしており、イギリスでは人口比で3%を少し超える程度のパキスタン人が、遺伝病の子供全体の少なくとも3分の1を占めている。

### 文化人類学におけるいとこ婚
レヴィ＝ストロースはいとこ婚を、
- 交差いとこ婚：兄妹や姉弟など、異性のきょうだいの子供同士が結婚する
- 平行いとこ婚：兄弟や姉妹など、同性のきょうだいの子供同士が結婚する

の2つに分類した（さらにそれぞれを「父方」と「母方」に分け、4種類とすることもある）。『親族の基本構造』において彼は、当時「未開社会」とされていた社会においていとこ婚の奨励が見られるのは、インセスト・タブーの全くない原始社会からタブーのある現代への「進化」の途上にあるからである、といったような構造主義以前の見方を退け、財の交換ないし贈与という視点から、数学的に記述することさえ可能な体系的な規則性があることを示し、族外婚の規則性を論じた。いとこ婚に関するこの分類方法は、その後も文化人類学で一般的に使用されている。

## 主な法制
国にもよるが、いとこ婚（cousin marriage）は近親婚を意味し、その制限は近親度数に基づいて行われている。現在の近親度数の計算方法は、同じ祖父母を持つ子孫は近親度1度（いとこかその父母、first cousin）、同じ曽祖父母を持つ子孫は2度（はとこ、その父母・祖父母、second cousin）、同じ高祖父を持つ子孫は3度（third cousin）などとされている。

### ヨーロッパ
中世前期のヨーロッパはローマ帝国後期の慣習を引き継ぎ、カノン法に基づいて近親間の結婚を禁じていたが、次第に貴族氏族の近親関係が増えてゆき、最終的には限られた活動範囲で伴侶になる見込みのある相手を見つけることが容易でなくなった。例外的な婚姻（特免の結婚）やその婚姻による子を教会の保護対象とすることを認可されるには教会に莫大な支払いをする必要があり、その金額も次第に増加していった 。
1215年、第4ラテラン公会議は7度以内だった近親婚の禁止の度数を4度以内（6 - 16親等以内）へと下げ、度数計算方法も改定した。それまでの計算方法は、同じ祖先に行き着くまでの人数にそこから婚約相手までの人数を加える方式だったが、新法では単に同じ祖先に行き着くまでの数となった。
1215年以降は、特免を受けずとも4度までは婚姻可能という習慣が一般的に普及し、近親婚の全体的な経費は下がった。
19世紀になり女性の社会的な活動性が高まると、教会法に基づく規則は次第に廃れ、19世紀にはハンガリー、スペインでは特免は政府によって行われるようになった。

### イギリス
1875年のチャールズ・ダーウィン（1809年 - 1882年）の試算によれば、イングランドでは1度の近親婚の割合は全体で3.5％、中流階級では4.5％だった。貴族階級の中では1819年生まれのヴィクトリア女王とアルバート王配との婚姻が傑出した例外となっているが、20世紀にはいとこ婚の割合は1%にまで下がった。
スコットランドの精神科医で学会副委員長のアーサー・ミッチェル（1826年 - 1909年）は論文で、近親婚の子孫への悪影響に関するダーウィンやアラン・ハス（Alan Huth）の結論の大きな矛盾を指摘し、血縁の悪影響は適切な住環境によって部分的に解決ができるという仮説を立てたが、実際にはそのデータは仮説を証明しうるものではなかった。
2002年には『タイム』誌が、男女人口差による男性の結婚難によりいとこ婚が増加していることを報じた 。

### アメリカ合衆国
アメリカでは、いとことの結婚は25の州で禁止されている。また、別の6州では特殊事情の下でのみいとことの結婚が許可されており、例えばユタ州は双方の配偶者が年齢65歳以上もしくは年齢55歳以上で性的不能に関する証拠を持つ場合に限定して可能となっている。残る19の州およびコロンビア特別区では2008年現在、いとこ婚は制限無しで許可されている。

### 南アジア
インドは多宗教国家であり、結婚する者の宗教により法律が異なる。異宗婚の場合に用いられる婚姻法ではいとこ婚を原則禁止としている。同宗婚の場合は各宗教の宗教法に従うため、イスラームなどではいとこ婚が可能である。

### 東・東南アジア
韓国は1997年まで3度以内の近親同士（高祖父母が同じ近親）の婚姻と、同姓同本（同じ苗字で、同じ本貫を持つ同士）間の婚姻を禁じていた。今日でも民法により近親婚は無効や取り消しになりえるが、その婚姻中に妊娠した場合などについては例外を置いている。
台湾、北朝鮮、フィリピンはいとこ同士（1度の近親）の婚姻を禁じている。
日本では上述の通り、近年は割合は下がっているものの、法的にはいとこ婚は認められている。
中国はかつて農業地域ではいとこ婚も行われていたが、1981年の婚姻法で禁止された。
中国婚姻法は男女が直系の近親にあるときと、傍系の近親であり近親度が3度以内のときの婚姻を禁じている。
ベトナムは2000年の婚姻家族法により3度以内の近親同士の婚姻を禁じた。

## いとこと結婚した著名人
- 以下に挙がっている人物の中には、いとこの他により近い血縁者とも結婚していた例（異母兄弟姉妹婚や叔姪婚）が含まれるが、ここでは言及しない。
- ※は父方・母方双方でいとこ同士を示す。
- 日本においては、甥を養子とする際に娘と結婚させて入婿の形にもする例がある。全てがこれに当てはまるわけではないが、養親の実子と養子の結婚を◆で示す。

### ヨーロッパの君主
ヨーロッパの王侯貴族の間では上述の通り、いとこ婚が頻繁に、時には何世代にもわたって行われている。いとこ婚の事例は枚挙に暇がないため、ここで挙げるのは君主の例、および君主が兄弟姉妹とともにいとこ婚を行った例にとどめる。

#### 兄弟姉妹ともにいとこ婚
- ナポリ王家（アンジュー＝シチリア家の同族間）
  - ナポリ女王ジョヴァンナ1世 - 2番目の夫ターラント公ルイージ（従兄）
  - マリア（ジョヴァンナ1世の妹） - 3番目の夫ターラント公フィリッポ2世（従兄弟、ルイージの弟）
- カスティーリャ王家 - アラゴン王家（共にトラスタマラ家）
  - カスティーリャ国王フアン2世 - 最初の王妃マリア（従姉、アルフォンソ5世の姉）
  - アラゴン国王アルフォンソ5世 - 王妃マリア（従妹、フアン2世の姉）
- スペイン王家（ハプスブルク家） - ポルトガル王家（アヴィシュ家）
  - スペイン国王カルロス1世（神聖ローマ皇帝カール5世） - 王妃（皇后）イザベラ（従妹、ジョアン3世の妹）
  - ポルトガル国王ジョアン3世 - 王妃カタリナ（従妹、カルロス1世の妹）
- スペイン王家（ハプスブルク家） - ポルトガル王家（アヴィシュ家）：いずれも上記2組の夫婦の子供※
  - スペイン国王フェリペ2世 - 最初の妃マリア・マヌエラ（従妹、ジョアン・マヌエルの姉）
  - ポルトガル王子ジョアン・マヌエル（セバスティアン1世の父） - 妃ジョアナ（従姉、フェリペ2世の妹）
- ロレーヌ公（ヴォーデモン家の同族間）
  - ロレーヌ公シャルル4世 - 妃ニコル（従妹）
  - ロレーヌ公ニコラ2世（シャルル4世の弟） - 妃クロード（従姉妹、ニコルの妹）
- ハプスブルク＝ロートリンゲン家 - ブルボン＝シチリア家※
  - 神聖ローマ皇帝フランツ2世 - 2番目の妃マリア・テレジア（従妹、フランチェスコ1世とルイーザ・マリアの姉）
*3番目の妃マリア・ルドヴィカも従妹
  - トスカーナ大公フェルディナンド3世（フランツ2世の弟） - 妃ルイーザ・マリア（従妹、フランチェスコ1世の姉）
  - 両シチリア国王フランチェスコ1世 - 最初の妃マリーア・クレメンティーナ（従姉、フェルディナンド3世の妹）
*2番目の妃マリーア・イザベッラも従妹

#### 古代ヨーロッパ・ヘレニズム世界の君主
- マケドニア国王アミュンタス4世 - 王妃キュナネ（英語版）が従姉妹
- セレウコス朝のアンティオコス2世テオス - 最初の王妃ラオディケ1世が従姉妹
- セレウコス朝のアンティオコス3世 - 王妃ラオディケ3世が従姉妹
- ローマ皇帝マルクス・アウレリウス・アントニヌス - 皇后小ファウスティナが従妹

#### イギリスの君主
- イングランド国王ウィリアム3世と女王メアリー2世（従兄妹）
- スコットランド女王メアリー1世 - 2番目の夫ダーンリー卿ヘンリーが従弟
- イギリス国王ジョージ1世 - 妃ゾフィア・ドロテアが従妹
- イギリス国王ジョージ4世 - 王妃キャロラインが従妹
- イギリス女王ヴィクトリア - 王配アルバートが従弟

#### イタリア諸邦の君主
- シチリア国王マルティーノ1世と女王マリア（従姉弟）
- ナポリ国王カルロ3世 - 王妃マルゲリータが従妹
- ナポリ国王フェルディナンド1世 - 2番目の王妃ジョヴァンナが従妹
- エトルリア国王ルドヴィーコ1世 - 妃マリア・ルイーザが従妹
- サヴォイア公フィリベルト1世 - 妃ビアンカ・マリアが従妹
- サヴォイア公カルロ・エマヌエーレ2世 - 最初の妃フランチェスカ・マッダレーナが従妹
- サルデーニャ国王カルロ・エマヌエーレ3世 - 3番目の王妃エリザベッタ・テレーザが従妹
- イタリア国王ヴィットーリオ・エマヌエーレ2世 - 最初の妃マリーア・アデライデが従妹
- イタリア国王ウンベルト1世 - 王妃マルゲリータが従妹
- ミラノ公ジャン・ガレアッツォ・スフォルツァ - 妃イザベッラが従妹
- パルマ公ラヌッチョ2世 - 最初の妃イザベッラ、2番目の妃マリア（イザベッラの妹）が従妹。
- トスカーナ大公フェルディナンド2世・デ・メディチ - 妃ヴィットーリアが従妹
- トスカーナ大公レオポルド2世 - 妃マリア・アントニアが従妹
- マントヴァ公ヴィンチェンツォ1世 - 2番目の妃エレオノーラが従妹

#### オーストリア・ドイツ諸邦の君主
- 神聖ローマ皇帝マクシミリアン2世 - 皇后マリアが従妹
- 神聖ローマ皇帝マティアス - 皇后アンナが従妹
- 神聖ローマ皇帝フェルディナント2世 - 最初の妃マリア・アンナが従姉
- 神聖ローマ皇帝フェルディナント3世 - 最初の皇后マリア・アンナ、2番目の皇后マリア・レオポルディーネが従妹
- オーストリア皇帝フランツ・ヨーゼフ1世 - 皇后エリーザベトが従妹
- プロイセン国王フリードリヒ1世 - 最初の妃エリーザベト・ヘンリエッテが従妹
- プロイセン国王フリードリヒ・ヴィルヘルム1世 - 王妃ゾフィー・ドロテアが従姉
- プロイセン国王フリードリヒ・ヴィルヘルム2世 - 最初の妃エリーザベト・クリスティーネが従妹
- ハノーファー国王エルンスト・アウグスト - 王妃フリーデリケが従妹
- ザクセン＝ヴァイマル＝アイゼナハ大公カール・アレクサンダー - 妃ゾフィーが従妹
- ヘッセン大公ルートヴィヒ1世 - 妃ルイーゼが従妹
- ヘッセン大公エルンスト・ルートヴィヒ - 最初の妃ヴィクトリア・メリタが従妹
- ヘッセン＝カッセル方伯カール - 妃アマーリアが従妹
- ヘッセン選帝侯ヴィルヘルム1世 - 妃ヴィルヘルミーネ・カロリーネが従妹
- バイエルン選帝侯マクシミリアン1世 - 最初の妃エリーザベトが従妹
- バイエルン選帝侯マクシミリアン3世ヨーゼフ - 妃マリア・アンナ・ゾフィアが従姉
- バイエルン選帝侯カール・テオドール - 最初の妃エリーザベト・アウグステが従姉
- ザクセン選帝侯フリードリヒ・クリスティアン - 妃マリア・アントーニアが従妹
- ヴュルテンベルク国王ヴィルヘルム1世 - 2番目の妃エカチェリーナ・パヴロヴナ、3番目の妃パウリーネが従妹
  - ヴィルヘルム1世はエカチェリーナ・パヴロヴナにとって2番目の夫であったが、最初の夫ゲオルク・フォン・オルデンブルクも従兄であった。
- アンハルト＝デッサウ公レオポルト3世 - 妃ルイーゼが従妹
- シャウムブルク＝リッペ侯アドルフ1世ゲオルク - 妃ヘルミーネが従妹
- リヒテンシュタイン侯ヨハン・アダム・アンドレアス - 妃エルトムーテが従姉妹
- リヒテンシュタイン侯ヨーゼフ・ヴェンツェル - 妃アンナ・マリアが従妹

#### スペイン・ポルトガルの君主
- レオン国王アルフォンソ9世 - 最初の王妃テレサが従妹
- カスティーリャ国王アルフォンソ11世 - 王妃マリアが従妹※
- カスティーリャ国王エンリケ4世 - 最初の妃ブランカが従姉、2番目の妃フアナが従妹
- スペイン国王カルロス4世 - 王妃マリア・ルイサが従妹
- スペイン女王イサベル2世 - 王配フランシスコが従兄※
- スペイン国王アルフォンソ12世 - 最初の王妃マリア・デ・ラス・メルセデスが従妹
- スペイン国王フェルナンド7世 - 最初の妃マリア・アントニアが従妹
- ポルトガル国王アフォンソ5世 - 最初の王妃イザベルが従妹
- ポルトガル国王ジョアン2世 - 王妃レオノールが従妹

#### フランス・ネーデルラント諸邦の君主
- フランス国王シャルル4世 - 最後の王妃ジャンヌが従妹
- フランス国王ルイ14世 - 王妃マリー・テレーズが従妹※
- ブラバント公ジャン4世 - 妻ジャクリーヌが従姉
- ブルゴーニュ公シャルル - 2番目の妃イザベルが従妹
- オランダ国王ウィレム1世 - 王妃ウィルヘルミナが従妹
- オランダ国王ウィレム3世 - 最初の王妃ソフィアが従妹
- ルクセンブルク大公シャルロット - 夫フェリックスが従兄

#### 東欧・北欧諸国の君主
- ポーランド国王ヴワディスワフ4世 - 最初の王妃ツェツィーリア・レナータが従妹
- デンマーク国王フレゼリク2世 - 王妃ソフィーが従妹
- デンマーク国王クリスチャン7世 - 王妃カロリーネ・マティルデが従妹
- デンマーク国王フレゼリク6世 - 王妃マリー・ソフィーが従姉
- デンマーク国王クリスチャン8世 - 最初の妃シャルロッテ・フリーデリケが従妹
- ノルウェー国王ホーコン7世 - 王妃モードが従姉
- ノルウェー国王オーラヴ5世 - 妃マッタが従妹
- スウェーデン国王フレドリク1世 - 最初の妃ルイーゼが従妹
- スウェーデン国王カール13世 - 王妃ヘートヴィヒ・エリーザベトが従妹

#### その他
- キプロス女王シャルロットと王ルイ・ド・サヴォワ（従兄妹）

### 日本の天皇・皇族・貴族・武家・華族
- 天皇
  - 崇峻天皇 - 妃蘇我河上娘が従妹
  - 弘文天皇 - 妃十市皇女が従妹
  - 平城天皇 - 贈皇后藤原帯子が従姉妹
  - 仁明天皇 - 女御橘影子が従姉妹
  - 文徳天皇 - 女御藤原明子、女御藤原多賀幾子が従姉妹
  - 醍醐天皇 - 女御藤原能子、女御藤原和香子、更衣源封子が従姉妹
  - 冷泉天皇 - 中宮昌子内親王が従姉、女御藤原懐子が従姉、女御藤原超子が従妹
  - 円融天皇 - 最初の中宮藤原媓子が従姉、女御藤原詮子が従妹
  - 花山天皇 - 女御婉子女王が従妹
  - 一条天皇 - 最初の中宮藤原定子が従姉、次の中宮上東門院彰子が従妹
  - 三条天皇 - 中宮藤原妍子、東宮女御藤原原子が従妹
  - 後朱雀天皇 - 皇后禎子内親王が従妹
  - 後冷泉天皇 - 中宮章子内親王が従妹※、皇后藤原寛子が従妹、皇后藤原歓子が従姉
  - 後三条天皇 - 中宮馨子内親王が従姉
  - 鳥羽天皇 - 中宮藤原璋子が従姉
  - 後白河天皇 - 親王妃源懿子が従姉
  - 高倉天皇 - 中宮平徳子が従姉
  - 四条天皇 - 女御九条彦子が従姉
  - 亀山天皇 - 中宮西園寺嬉子が従妹
  - 後宇多天皇 - 妃姈子内親王が従妹
  - 光厳天皇 - 妃懽子内親王、妃寿子内親王が従妹
  - 後西天皇 - 女御明子女王が従妹
- 聖徳太子 - 正妃菟道貝蛸皇女が従姉妹※
- 川島皇子 - 正妃泊瀬部皇女が従妹
- 長屋王 - 正妃吉備内親王が従妹※
- 藤原仲麻呂 - 正室藤原袁比良が従妹
- 大伴家持 - 正室坂上大嬢が従妹
- 九条道家 - 正室西園寺掄子が従姉
- 北条貞時 - 正室（北条宗政の娘）が従姉妹
- 足利泰氏 - 正室（北条時氏の娘）が従姉妹
- 足利義尚 - 正室祥雲院が従姉妹
- 足利義輝 - 正室大陽院が従姉妹
- 上杉憲寛（足利晴直） - 正室（足利義明の娘）が従姉妹
- 中御門宣綱 - 正室（今川氏親の娘）が従姉妹
- 朝倉宗滴 - 正室（朝倉景冬の娘）が従姉妹
- 尼子晴久 - 正室（尼子国久の娘）が従姉妹
- 北条氏繁 - 正室七曲殿が従姉妹
- 大友義統 - 正室尊寿院が従姉妹
- 織田信清 - 正室犬山殿が従姉妹
- 前田利家 - 正室芳春院が従妹
- 直江兼続 - 正室お船の方が従姉（異説もある）
- 真田信之 - 正室（のち側室）清音院殿が従姉妹
- 真田幸政 - 正室（真田昌幸の娘）が従姉妹
- 熊谷直清 - 正室（熊谷直続の娘）が従姉妹◆
- 松平康忠 - 正室矢田姫が従姉妹
- 豊臣秀保 - 正室おみや（豊臣秀長の娘）が従姉妹◆
- 武田信玄の息子・娘婿
  - 武田義信 - 正室嶺松院が従姉妹
  - 穴山信君 - 正室見性院が従姉妹
- 浅井三姉妹の夫・息子・娘婿・孫
  - 佐治一成 - 正室小督（のちに徳川秀忠の正室）、継室於振が従妹
  - 京極高次 - 正室初が従妹
  - 豊臣秀頼 - 正室千姫が従妹
  - 松平忠直 - 正室勝姫が従妹
  - 松平光長 - 正室土佐が従姉妹
  - 九条道房 - 正室鶴姫が従妹
  - 二条光平 - 正室賀子が従妹

- 閑院宮典仁親王 - 御息所成子内親王が従姉
- 御三卿徳川家およびその出身者

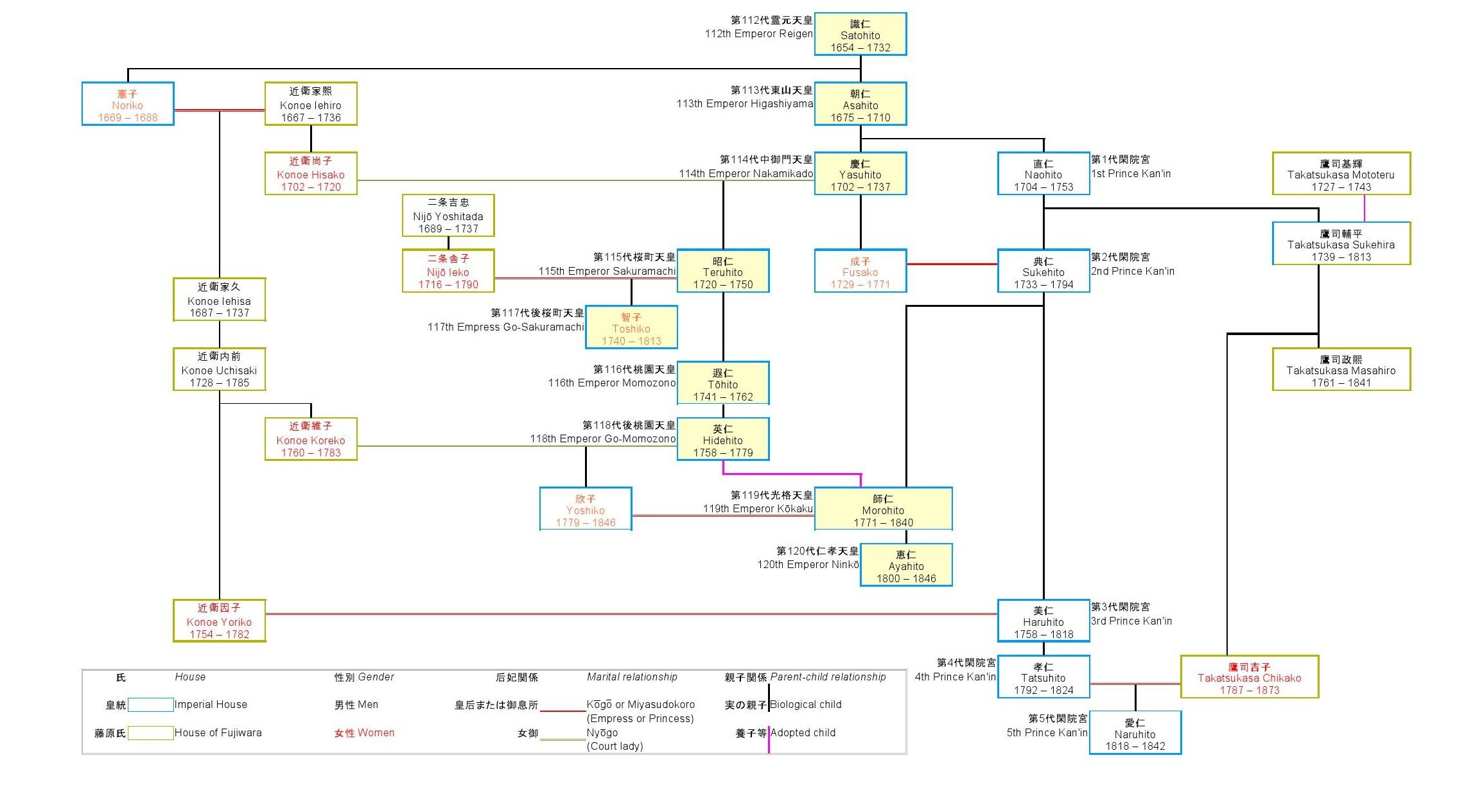
江戸時代の天皇家系図

  - 徳川斉朝（尾張藩主） - 正室淑姫が従姉妹
  - 徳川斉荘（田安家当主、尾張藩主） - 正室猶姫が従姉
  - 徳川斉礼（一橋家当主） - 正室近姫が従姉
  - 徳川斉位（一橋家当主） - 正室永姫が従妹
- 長州藩毛利家およびその分家
  - 毛利輝元 - 正室南の方（宍戸隆家の娘）が従妹
  - 吉川元長 - 正室（宍戸隆家の娘）が従姉妹
  - 毛利元鎮 - 正室（穂井田元清の娘）が従姉妹
  - 毛利綱広 - 正室高寿院が従姉妹
  - 毛利吉元 - 正室法林院が従姉妹
  - 毛利匡邦 - 正室長子が従姉妹
  - 毛利房直 - 正室（毛利就兼の娘が従姉妹◆
  - 吉川元光 - 妻芳子が従妹◆
  - 小早川四郎 - 妻式子が従妹
- 薩摩藩島津家およびその分家
  - 島津久保、島津忠恒 - 正室亀寿が従姉妹（亀寿は久保の死後にその弟・忠恒と再婚した）
  - 北郷久定◆、島津忠長 - 正室千代松が従姉妹（千代松は久定の死後にその弟・忠長と再婚した）
  - 島津重年 - 正室都美が従姉
  - 島津久光 - 正室千百子が従妹◆
  - 島津忠義 - 先妻暐子◆、後妻寧子◆が従妹
  - 島津珍彦 - 妻典子が従妹
  - 島津長丸 - 妻治子が従妹
  - 島津久寛、島津雄五郎（島津忠欽の長男） - 妻明子が従姉妹（明子は久寛と離縁の後に雄五郎と再婚した）
- 徳島藩蜂須賀家
  - 蜂須賀忠英 - 正室繁姫が従姉妹
  - 蜂須賀光隆 - 正室金が従姉妹
- 柳河藩立花家およびその分家
  - 立花貞晟- 正室智恵姫が従姉妹
  - 立花鑑寿 - 正室美勢子が従姉妹
  - 立花鑑賢 - 正室登勢子が従姉妹◆
  - 立花寿俶 - 妻正覚院が従姉妹
- 越後長尾家、米沢藩上杉家およびその出身者、分家
  - 長尾晴景 - 正室（上杉定実の娘）が従姉妹
  - 上杉斉定 - 正室三姫が従姉妹
  - 上杉勝承 - 正室（片桐貞音の娘）が従姉妹
  - 上杉勝義 - 正室（上杉勝定の娘）が従姉妹◆
  - 畠山義紀 - 継室（上杉勝延の娘）が従姉妹
- 広瀬藩松平家
  - 松平近栄 - 正室満姫が従姉妹
  - 松平近時 - 正室清高院が従姉妹
- 浅野長治（三次藩主） - 正室（浅野長重の娘）が従姉妹
- 木下家定（足守藩主） - 正室雲照院が従姉妹
- 木下利当（足守藩主） - 正室（木下延俊の娘）が従姉妹
- 京極高通（峰山藩主） - 正室（京極高知の娘）が従姉妹◆
- 徳川綱誠（尾張藩主） - 正室新姫が従姉妹
- 松平忠昭（丹波亀山藩主） - 正室栄昌院が従姉妹
- 松平定則（伊予松山藩主） - 正室（松平定信の娘）が従姉妹
- 溝口政勝（沢海藩主） - 正室（溝口宣勝の娘）が従姉妹
- 細川利寛（肥後新田藩主） - 正室房姫が従姉妹
- 松平頼誠（守山藩主） - 継室（徳川治紀の娘）が従姉妹
- 松平頼看（西条藩主） - 正室保姫が従姉妹
- 松平義建（高須藩主） - 正室（徳川治紀の娘）が従姉妹
- 松平容保（会津藩主） - 正室敏姫が従姉妹◆
- 諏訪忠礼（諏訪藩主） - 正室（諏訪忠誠の娘）が従姉妹◆
- 新庄直彪（麻生藩主） - 正室（松平康爵の養女、新庄直行の娘）が従姉妹
- 間部詮方（鯖江藩主） - 正室見部が従姉妹◆
- 浅野長厚（広島新田藩主） - 正室（浅野長勲の姉妹）が従姉妹
- 土方雄豊（菰野藩主） - 正室（土方雄高の娘）が従姉妹◆
- 秋田孝季（三春藩主） - 正室（秋田季周の娘）が従姉妹
- 仙台藩伊達家の分家
  - 伊達成実（仙台藩一門） - 継室岩城御前が従妹
  - 伊達村和（中津山藩主） - 正室於常が従姉妹
  - 伊達宗敬（伊予吉田藩主） - 正室於信が従姉妹◆
  - 伊達宗規（仙台藩一門） - 継室（伊達宗実の娘）が従姉妹
  - 伊達村隆（仙台藩一門） - 正室清姫が従姉妹
  - 伊達宗曜（男爵、貴族院議員） - 妻富貴子が従姉妹
- 森長孝（赤穂藩主） - 正室（森長直の娘）が従姉妹◆
- 小笠原長胤（中津藩主） - 正室（小笠原長勝の娘）が従姉妹◆
- 本多政遂（榎本藩主） - 正室（本多忠純の娘）が従姉妹◆
- 本多康慶（膳所藩主） - 正室（本多康将の娘）が従姉妹◆
- 相良頼喬（人吉藩主） - 正室於亀が従姉妹
- 相良頼福（人吉藩主） - 継室於積（相良頼寛の娘）が従姉妹
- 永井直達（高槻藩主） - 正室（永井直種の娘）が従姉妹◆
- 松平信任（吉井藩主） - 正室（松平信敬の娘）が従姉妹◆
- 内藤正誠（岩村田藩主） - 正室（安藤信正の娘）が従姉妹
- 奥平昌章（山形・宇都宮藩主） - 正室菊姫が従姉◆
- 丹羽氏中（三草藩主） - 正室（丹羽氏賢の娘）が従姉妹◆
- 堀田正陳（近江宮川藩主） - 正室（堀田正方の娘）が従姉妹
- 松平近貞（府内藩主） - 正室（松平近禎の娘）が従姉妹◆
- 土方雄次（窪田藩主） - 正室（内藤忠興の娘）が従姉妹
- 井上正紀（高岡藩主） - 正室（井上正国の娘）が従姉妹◆
- 牧野忠成（2代越後長岡藩主） - 正室（牧野康成の娘）が従姉妹
- 織田秀一（柳本藩主） - 正室（小出有棟の娘）が従姉妹
- 柳沢信著（三日市藩主） - 正室（柳沢信昌の娘）が従姉妹
- 戸田忠友（宇都宮藩主） - 正室淑子が従姉妹
- 佐竹義明（久保田藩主） - 正室直が従姉妹
- 佐竹義脩（男爵） - 最初の妻雅子が従姉妹◆
- 池田仲建（鹿奴藩主） - 正室映子が従姉妹
- 池田斉成（岡山藩世子） - 正室金子が従妹◆
- 池田源（子爵） - 妻銓子が従姉
- 朽木綱博（子爵） - 妻道子が従姉妹
- 前田利定（子爵） - 妻清子が従姉妹
- 堀直吉（村松藩主） - 正室（堀直次の娘）が従姉妹
- 松平定経（今治藩世子） - 正室（松平定綱の娘）が従姉妹
- 井伊直広（彦根藩世子） - 正室（井伊直朗の娘）が従姉妹◆
- 秋月種貞（秋月藩世子） - 妻オチョウが従姉妹◆
- 吉良義弥（旗本） - 正室（今川範以の娘）が従姉妹※
- 水野忠隣（旗本） - 正室（水野忠穀の娘）が従姉妹
- 上杉義寿（旗本） - 正室澄が従姉妹
- 間部詮長（旗本） - 正室（秋田季成の娘）が従妹
- 阿部正甫（旗本） - 正室（阿部正員の娘）が従姉妹
- 阿部正永（旗本） - 正室（間部方元の娘）が従姉妹
- 土岐持益（旗本） - 正室（土岐頼次の娘が従姉妹
- 中山信情（水戸藩附家老） - 正室（松平保福の娘）が従姉妹
- 山野辺義観（水戸藩家老） - 妻静（牧野貞幹の娘）が従姉妹
- 三浦為積（紀州藩家老） - 妻真珠院（安藤道紀の娘）が従姉妹
- 深尾重方（土佐藩家老） - 妻（山内重直の娘）が従姉妹
- 福原熙賢（長州藩家老） - 妻（毛利広鎮の娘）が従姉妹
- 福原親俊（長州藩家老） - 妻（宍戸元礼の娘）が従姉妹
- 石川村文（仙台藩一門） - 妻喜与（伊達村通の娘）が従姉妹
- 伊達千広（紀州藩士） - 最初の妻綾子が従姉妹◆
- 小原適（大垣藩士、男爵） - 妻てい（小原鉄心の娘）が従姉妹◆
- 江藤新平（佐賀藩士、司法卿） - 妻千代子が従姉
- 渋沢栄一（旗本、子爵） - 最初の妻千代が従妹（尾高惇忠の妹）
- 若槻禮次郎（男爵、第25・28代総理大臣）◆ - 妻徳子が従妹
- 井上勝之助（侯爵） - 妻末子が従姉妹（共に井上馨の甥姪で養子）

#### 琉球国王・王族
- 尚真王 - 妃（尚宣威王の娘）が従姉妹

### 東アジア、東南アジアの王侯貴族
- 前漢の武帝劉徹 - 最初の皇后陳氏が従姉妹
- 東晋の安帝司馬徳宗 - 皇后王神愛が従妹
- 前趙の光文帝劉淵 - 皇后呼延氏が従姉妹
- 前趙の昭武帝劉聡 - 皇后張徽光が従妹
- 北魏の宣武帝拓跋恪 - 皇后高英が従姉妹
- 北魏の長楽長公主元瑛 - 夫高猛が従兄弟
- 西魏の文帝元宝炬 - 皇后乙弗氏が従妹
- 北斉の廃帝高殷 - 妃李難勝が従妹
- 北斉の後主高緯 - 皇后胡氏が従姉妹
- 唐の比景公主 - 夫柴令武が従兄弟
- 唐の長楽公主李麗質 - 夫長孫沖が従兄弟
- 唐の太平公主 - 最初の夫薛紹が従兄弟
- 遼の太宗耶律堯骨 - 皇后蕭氏（靖安皇后）が従姉妹
- 遼の聖宗耶律文殊奴 - 皇后蕭氏（仁徳皇后）が従妹
- 遼の興宗耶律只骨 - 皇后蕭氏（仁懿皇后）が従姉妹
- 金の訛里朶（完顔宗堯、睿宗） - 妃蒲察氏（欽慈皇后）が従姉妹
- 元の文宗トク・テムル - 皇后ブダシリが従姉妹
- 清の順治帝 - 静妃（廃皇后）、悼妃（側室）が従姉妹
- 清の康熙帝 - 孝懿仁皇后、愨恵皇貴妃（側室）が従姉妹
- 新羅の奈勿尼師今 - 保反夫人が従姉妹
- 高麗の景宗 - 献哀王后が従妹
- 高麗の成宗 - 文徳王后が従姉妹
- 大越の陳太宗 - 昭聖皇后（李昭皇）、順天皇后が従姉妹
- 大越の陳聖宗 - 元聖皇后が従姉妹
- 大越の陳仁宗 - 欽慈皇后が従姉妹
- 大越の陳英宗 - 順聖皇后が従姉妹
- 大越の陳明宗 - 憲慈皇后が従姉妹
- 大越の陳晛 - 光鸞皇后が従姉妹
- タイ国王ラーマ9世 - 妃シリキットが従妹
- タイ国王ラーマ10世 - 即位前の最初の妃ソムサワリーが従妹

### 西アジアの王侯貴族
- アッバース朝のカリフ・ハールーン・アッ＝ラシード - 妃ズバイダが従妹
- ハルジー朝のスルタン・アラーウッディーン・ハルジー - 妃（ジャラールッディーン・ハルジーの娘）が従姉妹
- イルハン朝のハン・アブー・サイード - 妃オルジェイ・クトルグが従姉妹
- クトゥブ・シャーヒー朝のスルタン・ムハンマド - 妃ハヤート・バクシー・ベーガムが従姉妹
- ムガル帝国のパードシャー・アクバル - 妃ルカイヤが従姉妹
- ムガル帝国の皇子ダーラー・シコー - 妃ナーディラが従姉妹
- イラク王ガージー - 王妃アーリヤが従姉妹

### 王侯貴族以外の著名人

#### 日本
- 芥川比呂志（俳優） - 妻瑠璃子が従姉
- 色川武大（小説家） - 自身の母親と妻の母親が姉妹。
- 岩瀬弥助（明治期の実業家）◆ - 叔父の娘と結婚。
- 菅直人（第94代総理大臣）と菅伸子 - 直人の父親と伸子の母親が兄妹。
- 岸信介（第56・57代総理大臣）◆、佐藤栄作（第61・62・63代総理大臣）◆ - 両者は実の兄弟であるが、信介は父方の岸家の従妹・良子と、栄作は母方の佐藤家の従妹・寛子とそれぞれ婿養子として結婚している。
- 木暮実千代（女優） - 従兄と結婚。
- 酒井忠元（実業家、旧華族酒井家当主）と酒井美意子（評論家） - 母方同士の従兄妹
- 酒井雄哉（僧侶、出家前に妻と死別）
- 佐川明（佐川一政の父）
- 渋沢市郎（政治家、実業家、篤農家）◆ - 妻貞が従妹（渋沢栄一の妹）
- 渋沢秀雄（実業家） - 妻たけ子が従妹（母が共に伊藤八兵衛の娘）
- 佐藤彦五郎（新選組の後援者、多摩の村役人） - 妻のぶ（土方歳三の姉）が従妹。
- 田中カ子（存命中の人物のうち長寿世界一記録を持っていた女性） - 従兄と結婚（次男もいとこ婚している）。
- 富永一朗（漫画家） - 妻は母方の従姉。
- 中川晴之助（テレビディレクター、映画監督） - 母と妻が千田是也の姉と娘。夫妻とも伊藤為吉の孫。
- 野中到（気象学者） - 妻は母方の従妹。
- 鳩山道夫（電子工学者、ソニー常務） - 父は鳩山秀夫、妻は鳩山一郎の娘。夫妻とも鳩山和夫の孫。
- 平野小剣（部落解放運動家） - 叔父の長女と結婚。
- 舟橋聖一（小説家） - 父の兄の娘と結婚。
- 牧野富太郎（植物学者） - 最初の妻の猶が従妹。
- 松本重治（ジャーナリスト） - 母は松方正義の娘、妻は正義の息子松方幸次郎の娘。
- 村上信夫（フランス料理のシェフ）
- 山岸巳代蔵（幸福会ヤマギシ会創始者）
- 依田勉三（北海道開拓者） - 従妹と結婚。

#### 日本以外
- コーネリアス・ヴァンダービルト（アメリカの実業家）
- H.G.ウェルズ（イギリスの小説家、歴史家）
- スペンサー・ホレーショ・ウォルポール（イギリスの政治家）
- セルゲイ・エリセーエフ（ロシア出身の日本学者、東洋学者）
- カルロ・ガンビーノ（ニューヨーク・マフィアのボス）
- ベンジャミン・ギネス（アイルランドの醸造家、政治家）
- エドヴァルド・グリーグ（ノルウェーの作曲家）
- サッダーム・フセイン（イラクの大統領） - 第1夫人サージダ・ハイラッラーが母方の従姉
- アンドレ・ジッド（フランスの小説家）
- マックス・フォン・シリングス（ドイツの作曲家、指揮者） - 最初の妻カロリーネ・ヨゼファ・パイルが従姉妹
- グレタ・スカッキ（イギリスの女優）
- イーゴリ・ストラヴィンスキー（ロシア出身の作曲家）
- チャールズ・ダーウィン（イギリスの自然科学者）
- フリードリヒ・フォン・ハイエク（オーストリア出身のノーベル経済学賞受賞者）
- エルンスト・ビューヒナー（ドイツの化学者）
- ウサーマ・ビン・ラーディン（サウジアラビア出身のイスラム過激派テロリスト）
- ヴェルナー・フォン・ブラウン（ドイツ出身のロケット技術者）
- ファニー・ブルームフィールド・ツァイスラー（オーストリア領シレジア出身のピアニスト）
- ウィリアム・ホィップル（アメリカ独立宣言の署名者）
- エドガー・アラン・ポー（アメリカの小説家、詩人） - 妻ヴァージニア・クレムが従妹
- クリストフ・ルートヴィヒ・ホフマン（プロイセン宮廷裁判所の法律顧問。E・T・A・ホフマンの父）
- フリードリヒ・フォン・ボーデルシュヴィング（ドイツの神学者、社会活動家）
- ジョン・A・マクドナルド（カナダの首相） - 最初の妻イザベラ・クラークが従姉
- ムハンマド・イブン＝アブドゥッラーフ（イスラーム教の開祖） - 第7夫人ザイナブが従妹
- セルゲイ・ラフマニノフ（ロシア出身の作曲家、ピアニスト）
- デヴィッド・リーン（イギリスの映画監督） - 最初の妻イザベル・リーンが従姉妹
- 陸景（中国三国時代の呉の武将）
- 陸游（中国南宋の政治家、詩人） - 最初の妻唐婉が母方の従姉妹
- サタジット・レイ（インドの映画監督、小説家）
- ジェームズ・ワット（イギリスの発明家、技術者） - 最初の妻マーガレットが従姉妹

## その他
関連のことわざに「いとこ同士は鴨の味」（いとこ同士の夫婦の仲は非常に睦まじい）がある。